# 모스크바는 눈물을 믿지 않는다
《모스크바는 눈물을 믿지 않는다》(Moskva slezam ne verit, Moscow Does Not Believe In Tears)는 러시아(구 소련)에서 제작된 블라디미르 멘쇼프 감독의 1980년 코미디, 드라마, 멜로/로맨스 영화이다. 알렉세이 바탈로브 등이 주연으로 출연하였다.

## 출연

### 주연
- 알렉세이 바탈로브
- 이리나 무라브요바
- 베라 알렌토바

### 조연
- 올레그 타바코브
- 유리 바실예브
- 발렌티나 우사코바

## 기타
- 미술: 세드 메니알슈치코브
- 의상: 자나 멜코니안